# لا لا لاند (مسلسل تلفزيوني)
لا لا لاند (بالإنجليزية: La La Land)‏ هي سلسلة كوميدية تلفزية أمريكية تبث على شوتايم في الولايات المتحدة، بي بي سي ثري في المملكة المتحدة، و إس بي إس ون في أستراليا. ويضم شخصية الممثل الكوميدي مارك وتون الذي يلعب ثلاث شخصيات مختلفة: شيرلي جوستمان، غاري غارنر، وبريندان ألين.

## إصدارات DVD
تم إصدار السلسلة 1 على قرص دي في دي في 7 يونيو 2010.

## روابط خارجية
- لا لا لاند (مسلسل تلفزيوني) على موقع IMDb (الإنجليزية)
- لا لا لاند (مسلسل تلفزيوني) على موقع ميتاكريتيك (الإنجليزية)
- لا لا لاند (مسلسل تلفزيوني) على موقع روتن توميتوز (الإنجليزية)
- لا لا لاند (مسلسل تلفزيوني) على موقع كينوبويسك (الروسية)
- لا لا لاند (مسلسل تلفزيوني) على موقع قاعدة بيانات الفيلم (الإنجليزية)